# Andrew Griffiths (homme politique)
Pour les articles homonymes, voir Andrew Griffiths et Griffiths.
Andrew James Griffiths (né le 19 octobre 1970) est un homme politique du Parti conservateur britannique. Il est député de Burton de 2010 à 2019. Il est remplacé par son ex-épouse, Kate Griffiths. Avant sa carrière politique, il travaille pour la Leeds Permanent Building Society et pour l'entreprise d'ingénierie de sa famille.
Au cours de sa carrière parlementaire, il est Sous-secrétaire d'État parlementaire chargé des petites entreprises, des consommateurs et de la responsabilité des entreprises au ministère des Affaires, de l'énergie et de la stratégie industrielle de janvier 2018 jusqu'à sa démission en juillet 2018 après que le Sunday Mirror ait rapporté que Griffiths avait envoyé jusqu'à 2 000 messages texto sexuellement explicites à deux électrices.

## Jeunesse et carrière
Andrew James Griffiths est né le 19 octobre 1970 à Dudley, Staffordshire de Robert et Harriet Griffiths (née Du'Rose). Il fréquente l'école primaire de Bramford et l'école secondaire Arcal. Il est le plus jeune de leurs cinq enfants. Son père est local pendant 34 ans et maire de Dudley en 1982 ,,. Après avoir terminé ses études secondaires, Griffiths rejoint l'entreprise d'ingénierie familiale. Il travaille ensuite pour la Leeds Permanent Building Society (maintenant fusionnée avec la banque Halifax) .
En 1999, Griffiths commence à travailler pour l'équipe des députés européens des West Midlands au Parlement européen à Bruxelles, avant d'être nommé conseiller en agriculture. Il travaille pour le porte-parole européen agricole Neil Parish. Griffiths se présente comme candidat conservateur au conseil à trois reprises, mais n'est pas élu. Il se présente pour le siège travailliste sûr de Dudley North aux élections générales de 2001, terminant à 6 800 voix derrière Ross Cranston du Labour . Griffiths se présente sans succès en tant que candidat conservateur aux élections du Parlement européen de 2004 dans la circonscription des West Midlands ,.
Après l'élection, il est chef de cabinet de la députée Theresa May. En 2006, il rejoint l'équipe Culture, Médias et Sport, en tant que chef de cabinet du député Hugo Swire . Après que Swire ait été limogé dans le cadre d'un remaniement ministériel, Griffiths devient chef de cabinet d'Eric Pickles, secrétaire d'État fantôme pour les communautés et le gouvernement local, et reste le chef de cabinet de Pickles lorsqu'il devient président du parti . Il est membre de la A-List et est sélectionné comme candidat parlementaire pour Burton en novembre 2006 .

## Carrière parlementaire
Griffiths est élu aux élections générales de 2010 pour Burton, reprenant le siège des conservateurs pour la première fois depuis 1997. Griffiths est réélu à l'élection générale de 2015. Il est secrétaire du groupe parlementaire multipartite (APPG) pour l'abus de drogues et d'alcool, secrétaire général supplémentaire de l'APPG pour le Cachemire et vice-président de la APPG pour l'enseignement à domicile. Il est président de l'APPG pour la bière pendant cinq ans et fait campagne contre l'augmentation des taxes sur la bière. Il est membre du Comité spécial de la réforme politique et constitutionnelle entre 2010 et 2013.
En février 2015, Griffiths est nommé Parlementaire de l'année par la Campaign for Real Ale (CAMRA) en reconnaissance de son rôle dans la campagne pour la réduction des hausses de taxes sur la bière. Le prix suscite la controverse de certains militants de la CAMRA en raison de l'opposition de Griffiths à d'autres campagnes de la CAMRA sur l'augmentation des contrôles de planification sur les pubs, pour éviter leur disparition et pour s'opposer à la réforme du système controversé des «liens de bière» qui obligent les propriétaires à payer des prix plus élevés aux propriétaires de chaînes (pubcos) pour leurs approvisionnements en bière .
Griffths soutient le maintien du Royaume-Uni dans l'UE lors du référendum d'adhésion de 2016 à l'UE .
Après que Theresa May soit devenue Premier ministre en juillet 2016, Griffiths est nommé whip du gouvernement et lord commissaire du Trésor  le 17 juillet 2016.
Lors de la réponse de Jeremy Corbyn au budget de novembre 2017 le 22 novembre 2017, Griffiths le chahute au sujet de ses commentaires sur le manque de financement gouvernemental adéquat pour les maisons de soins.
En novembre 2019, Griffiths annonce qu'il se retirait aux élections générales de 2019. Son ex-épouse Kate lui succède en tant que député conservateur de sa circonscription, Burton .
Le 14 juillet 2018, le Sunday Mirror  rapporte que Griffiths a envoyé jusqu'à 2000 textos sexuellement explicites en trois semaines à deux de ses électrices. Il démissionne de son poste de ministre et il est suspendu par le Parti conservateur. Il avait déjà été accusé d'attouchements inappropriés et d'intimidation à l'encontre d'un conseiller d'arrondissement conservateur et d'intimidation du chef d'un autre conseil ainsi que de son ancien directeur de campagne.

## Vie privée
Griffiths épouse Kate Kniveton en 2013, les deux ont une fille née en avril 2018 . Ils se sont séparés en 2018 et sont en train de finaliser un divorce .